# Molí d'en Prous
El Molí d'en Prous és una obra de Pontils (Conca de Barberà) inclosa a l'Inventari del Patrimoni Arquitectònic de Catalunya.

## Descripció
Molí que s'alimentava del Torrent de Biure. Actualment es troba totalment destruït a excepció de la seva bassa.

## Història
El seu propietari és el Ramon Sendra (Ramon de la Pipa) de Santa Coloma de Queralt. Sembla que antigament hi hagué un altre molí, del mateix amo, sota les restes de la citada construcció.